# Viktor Mihajlovič Igumenov
Viktor Mihajlovič Igumenov (1943. - ), sovjetski hrvač.
Viktor Mihajlovič Igumenov, sovjetski hrvač grčko-rimskim stilom, zaslužni majstor sporta (1966.), zaslužni trener SSSR-a (1974.), prvak svijeta (1966. – 1967., 1969. – 1971.), Europe (1970.) i SSSR-a (1965, 1970). (SES)